# Sheila Leirner

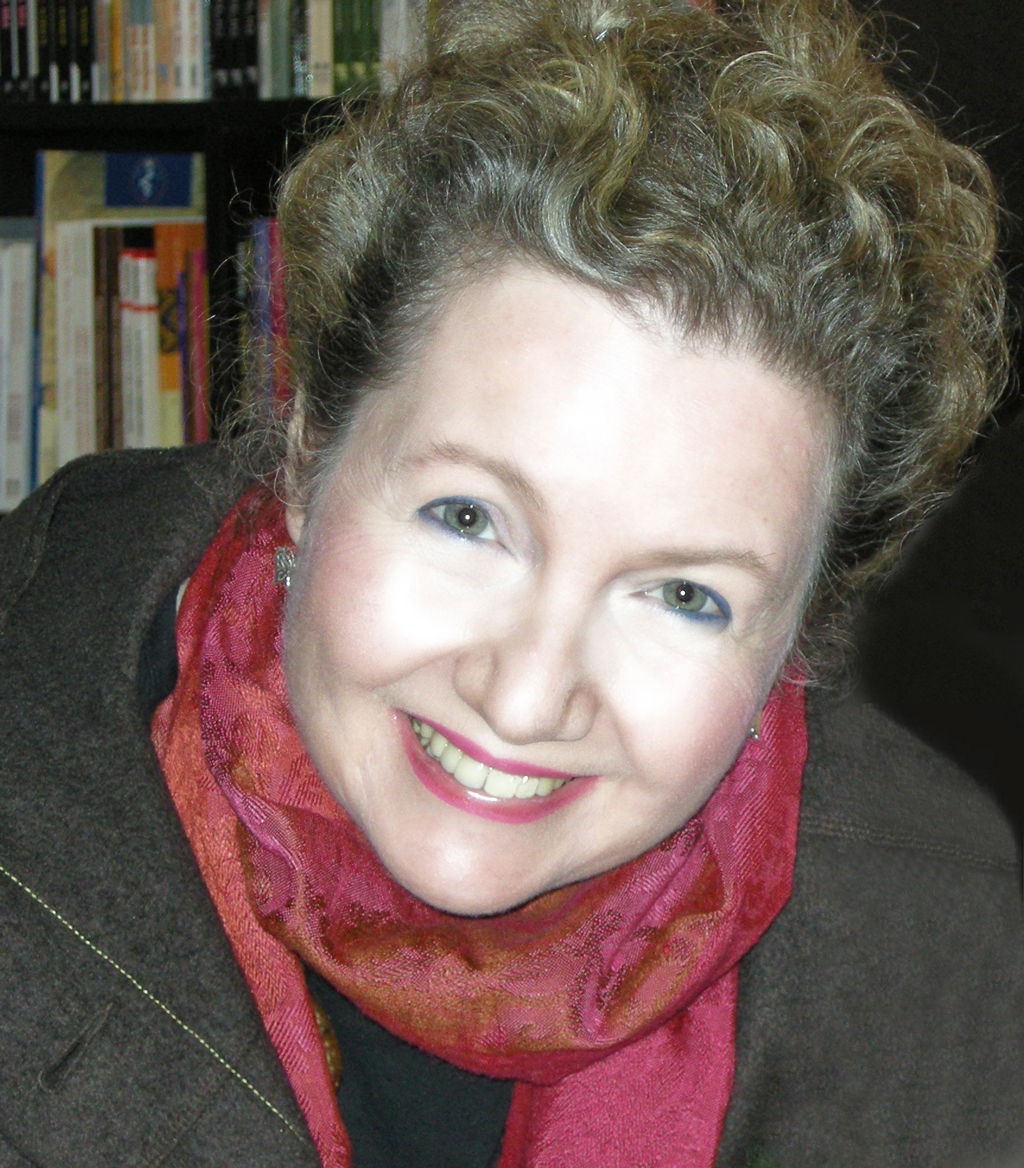
Sheila Leirner (2009)

Sheila Leirner (São Paulo, 1948) là một nhà quản lý, nhà báo và nhà phê bình nghệ thuật người Pháp, cũng như là một nhà văn. 

## Cuộc đời và học vấn
Mẹ của Leirner là nghệ sĩ Giselda Leirner, và bà là cháu gái của nhà điêu khắc Felicia Leirner. Leirner nghiên cứu xã hội học trong nghệ thuật ở Pháp.

## Sự nghiệp
Năm 1975, Leirner trở thành một nhà phê bình nghệ thuật trên báo O Estado de S. Paulo. Bà gia nhập Hiệp hội các nhà phê bình nghệ thuật Brazil (ABCA), nhận giải thưởng Nhà phê bình xuất sắc nhất của năm bởi ABCA và Bộ Văn hóa Nhà nước.
Leirner là thành viên của Hội đồng Bảo tàng Quốc tế, đại diện cho Galerie nationale du Jeu de Paume cho Châu Mỹ Latin từ 1993 đến 1999; Hiệp hội các nhà phê bình nghệ thuật quốc tế (AICA); và, vào năm 1992, đã trở thành một thành viên của AICA ở Pháp. Cô là tác giả của các tiểu sử nghệ sĩ, tiểu luận và bản dịch được xuất bản trong các tạp chí và các bổ sung quốc gia và quốc tế bao gồm D'Ars, Tạp chí Mỹ thuật, Tạp chí Châu Âu Littéraire, DNA, Tạp chí USP, Folha de S.Paulo, Cadernos de Literatura Brasileira...
Leirner là người phụ trách các cuộc triển lãm, cũng như là thành viên ban giám khảo và giảng viên khách mời ở Mỹ Latinh, Châu Phi, Mỹ, Châu Á và Châu Âu. Cô đã thực hiện video Loving Trilogy (Love Trilogy), một phần của bộ sưu tập tại Bảo tàng Nghệ thuật Đương đại, Đại học São Paulo. Cô nhận được giải thưởng Cá tính nghệ thuật của năm tại Mỹ Latin, do Hiệp hội phê bình nghệ thuật của Argentina, và giải Ordre des Arts et des Lettres của chính phủ Pháp.